# NGC 190
NGC 190 es un par de galaxias en interacción localizado en la constelación de Piscis.